# Dilobopterus lineosa
Dilobopterus lineosa är en insektsart som beskrevs av Fowler 1899. Dilobopterus lineosa ingår i släktet Dilobopterus och familjen dvärgstritar. Inga underarter finns listade i Catalogue of Life.